# Thyreus histrio
Thyreus histrio är en biart som först beskrevs av Fabricius 1775.  Thyreus histrio ingår i släktet Thyreus och familjen långtungebin. Inga underarter finns listade i Catalogue of Life.